# Sho Shimoji
Sho Shimoji (født 2. august 1985) er en tidligere japansk fodboldspiller.
Han har spillet for flere forskellige klubber i sin karriere, herunder Sagan Tosu.